# 横斑澳蜜鸟属
横斑澳蜜鸟属（学名：Glycifohia）是吸蜜鸟科下的一个属。

## 下属物种
本属包括以下物种：
- 白腹澳蜜鸟 Glycifohia notabilis (Sharpe, 1899)
- Glycifohia undulata (Sparrman, 1787)